# Туло
Туло́ (фр. и окс. Toulaud) — коммуна во Франции, находится в регионе Рона — Альпы. Департамент коммуны — Ардеш. Входит в состав кантона Сен-Пере. Округ коммуны — Турнон-сюр-Рон.
Код INSEE коммуны — 07323.

## Население
Население коммуны на 2008 год составляло 1671 человек.
| 1962 | 1968 | 1975 | 1982 | 1990 | 1999 | 2008 |
| ---- | ---- | ---- | ---- | ---- | ---- | ---- |
| 713  | 751  | 731  | 875  | 1256 | 1501 | 1671 |

## Экономика
В 2007 году среди 1119 человек в трудоспособном возрасте (15—64 лет) 814 были экономически активными, 305 — неактивными (показатель активности — 72,7 %, в 1999 году было 73,7 %). Из 814 активных работали 760 человек (418 мужчин и 342 женщины), безработных было 54 (25 мужчин и 29 женщин). Среди 305 неактивных 121 человек были учениками или студентами, 104 — пенсионерами, 80 были неактивными по другим причинам.

## Фотогалерея
- Мэрия
- Церковь
- Карта коммуны